# Landsudstillingen i Aarhus
Landsudstillingen i Aarhus var en industri-, håndværker- og kulturudstilling, der fandt sted i 1909. Her blev vist eksempler på, hvad man kunne præstere i Danmark indenfor disse felter. I alt 1850 udstillere tilbød deres varer på udstillingen. Ideen til en stor udstilling opstod hos Håndværkerforeningens formand, kunstsmedemester I.M.C. Larsen og grosserer Christian Filtenborg.
Landsudstillingen blev åbnet den 18. maj 1909 af Kong Frederik den 8. og Dronning Louise, Kronprins Christian og Kronprinsesse Alexandrine.
Landsudstillingen – der blandt aarhusianere ubeskedent blev kendt som Verdensudstillingen – var et lille byområde i sig selv, placeret ved kystområdet fra Skansepalæet hen mod Dalgas Avenue på det område, hvor Strandparken og Tangkrogen i dag ligger.
Her var blandt andet folkepark og mange forlystelser. Også Grønland havde sin egen lille udstilling.
Der var opbygget en stationsby med en halv snes bygninger, som repræsenterede den typiske stationsbys bygningstyper – mejeriet, forsamlingshuset, kroen osv.
Borgmestergården, eller den Secherske gård, fra 1597, der oprindeligt lå på hjørnet af Immervad og Lille Torv i Aarhus, blev genopført i området. Den blev atter nedtaget efter udstillingen og i 1914 genopført i Den Gamle By.
Fregatten Jylland, som var taget ud af drift i 1888 og stod for at skulle hugges op i 1908, blev reddet og restaureret og kom til at ligge ude i bugten i tilknytning til Landsudstillingen.
For at skaffe plads til de mange udenbys gæster, lejede man det store Skansepalæ, der netop var ved at være færdigbygget. Det var opført som privatboliger, men blev indrettet til hotel med 210 værelser og 430 senge. I stueetagen indrettedes en café med udsigt over udstillingsområdet. Skansepalæet er i dag atter privatboliger.
Restauranten Varna Palæet blev ligeledes opført til udstillingen
Landsudstillingen lukkede den 3. oktober 1909 og blev besøgt af 667.000 gæster.
I anledning af 100-året for landsudstillingen blev Politikens Pavillon, i folkemunde kaldet Blækhuset, genopført i Den Gamle By i 2009. Tidligere har den stået som fælleshus for nyttehaver i Nærum på Sjælland. Pavillonen bliver en del af en ny bydel, Den Moderne By, som i de kommende år opføres på arealet mellem Den Gamle By og Cereskrydset.

## Udstillende arkitekter
(listen er ikke komplet)
- Anton Rosen (leder) – Politikens pavillon, elektricitetsbygningen, portal m.fl.

Arkitekterne og deres respektive værker på udstillingen:
- Einar Ambt
- Helge Bojsen-Møller
- Caspar Leuning Borch – maskinsnedkeri
- Christian Brandstrup
- N.C. Christensen
- Andreas Clemmensen
- Axel Ekberg
- Erik Erstad-Jørgensen – haveanlæg
- Egil Fischer
- Andreas Fussing
- Carl Einar Glahn
- G.B. Hagen
- Carl Harild
- Bent Helweg-Møller
- Theodor Andreas Hirth
- Poul Holsøe – pottemagerens hus
- Axel Høeg-Hansen
- P.V. Jensen Klint – landsbysmedje
- Thorvald Jørgensen
- Waldemar Jørgensen
- Hack Kampmann – byplan til Stationsbyen
- Sylvius Knutzen
- Jens Christian Kofoed
- Sophus Frederik Kühnel
- Christen Larsen
- Aage Lønborg-Jensen
- Gunnar Laage
- Einar Madvig
- Victor Nyebølle
- Einar Packness
- Holger Rasmussen
- Sven Risom – træskomagerens hus (vandt bronzemedalje)
- K.T. Seest
- Johannes Strøm Tejsen
- Gotfred Tvede
- Heinrich Wenck

Desuden
- Eggert Achen – Varna Palæet (ikke del af udstillingen)
- Hjalmar Kjær – Skansen og Skansepalæet (ikke del af udstillingen)